# Carabus
Carabus är ett släkte bland skalbaggarna (Coleoptera), vilket bildar typsläktet för familjen jordlöpare (Carabidae).
Arterna har en långsträckt oval omkrets, med huvudet smalare än mellankroppen, som är nästan lika lång som bred, med rundade sidor, samt något smalare än de ovan kullriga täckvingarna. Dessa djur saknar de hinnaktiga bakvingarna eller har förkrympta sådana och kan därför inte flyga, varför täckvingarna vanligen är i mitten hopvuxna. Däremot springer de fort med sina ganska långa och starka ben.
Dessa skalbaggar är i allmänhet ganska stora, med skulpterade eller punkterade vingskal och ofta metallisk glans. De vistas om dagen under stenar och löv, i mossa och i murkna trädstubbar och letar under natten efter föda.

## Arter (Urval)
- Bokskogslöpare Carabus intricatus
- Läderlöpare Carabus coriaceus
- Parklöpare Carabus nemoralis
- Trädgårdslöpare Carabus hortensis
- Purpurlöpare Carabus violaceus